# Резяповська сільська рада
Резя́повська сільська рада (рос. Резяповский сельский совет) — муніципальне утворення у складі Чекмагушівського району Башкортостану, Росія. Адміністративний центр — село Резяпово.
Станом на 2002 рік села Старосурметово, Яна-Бірде, присілок Новосурметово перебували у складі Новокар'явдинської сільської ради.

## Населення
Населення — 1005 осіб (2019, 1218 у 2010, 1469 у 2002).

## Склад
До складу поселення входять такі населені пункти:
| Населений пункт         | Населення, осіб (2002) | Населення, осіб (2010) |
| ----------------------- | ---------------------- | ---------------------- |
| Байбулатово, село       | 233                    | 205                    |
| Буляково, присілок      | 35                     | 20                     |
| Новобалаково, село      | 155                    | 104                    |
| Новосурметово, присілок | 28                     | 7                      |
| Новотайняшево, присілок | 26                     | 19                     |
| Резяпово, село          | 600                    | 532                    |
| Старосурметово, село    | 22                     | 7                      |
| Таш-Єлга, присілок      | 6                      | 0                      |
| Філіпповка, присілок    | 0                      | 0                      |
| Яна-Бірде, село         | 364                    | 324                    |